# Woodlawn (Wirginia)
Woodlawn – jednostka osadnicza w Stanach Zjednoczonych, w stanie Wirginia, w hrabstwie Carroll.